# Eleşkirt
Eleşkirt (kurdisch Zêtka, armenisch Ալաշկերտ Alaschkert) ist eine Stadt und ein Landkreis in der türkischen Provinz Ağrı.

## Geographie
Der Landkreis liegt im Nordwesten der Provinz und grenzt an die Provinzen Kars und Erzurum. Es gibt mehrere Berge, die an die 3000 m hoch sind. Der höchste Berg ist der Köse Dağ mit 3433 m im Norden des Landkreises. Daneben gibt es das Mirgemir-Gebirge mit den Gipfeln Tekir und Mizrak.
Der Landkreis besteht neben der Kreisstadt (mit über 32 % der Kreisbevölkerung) aus drei weiteren Gemeinden (Belde, Kleinstädte): Tahir (1476), Yayladüzü (1918) und Yücekapı (2227 Einw.). Daneben existieren noch 55 Dörfer (Köy), von denen 21 mehr Einwohner als das Durchschnitts-Dorf (mit 304 Einw.) haben. Toprakkale (1264) und Goncalı (974 Einw.) weisen die meisten Einwohner auf, Kokulupınar ist mit 37 Einwohnern das kleinste Dorf. Die Bevölkerungsdichte erreicht mehr als die Hälfte des Provinzwertes (24,1 / 47,3 Einw. je km²).

## Etymologie
Der Name Eleşkirt ist die türkisierte Version des armenischen Alaschkert (armenisch Ալաշկերտ) und bezeichnet eine Ebene. Im Mittelalter war die Stadt als Vaghaschkert (armenisch Վաղաշկերտ) bekannt. Dieser Name wurde bereits im 4. Jahrhundert v. Chr. nachgewiesen. Im kurdischen Sprachgebrauch lautet der Name Zêtka/Zêtkan.

## Geschichte

### Urartu und Antike
Die Stadt Eleşkirt hat eine lange Geschichte. In der Eisenzeit lebten hier die Urartäer. Die Dörfer Pirabat sowie Toprakkale sind Gründungen der Urartäer. Der urartäische König Menua errichtete eine Felsinschrift in Yazılıtaş (HChI Nr. 23), die von seinem Sieg über Diaueḫe berichtet. Nachdem die Urartäer die Kontrolle über dieses Gebiet verloren, eroberten es die Meder. Den Medern folgten die Perser, Makedonen, Römer und Byzantiner.
Mittelalter und Neuzeit
Armenischen Quellen zufolge wurde Alashkert Ende des 2. Jahrhunderts n. Chr. von König Vologaeses I. (armenisch Vagharsh) gegründet und nach ihm Vagharshakert genannt. Vagharshakert-Alashkert gehörte zusammen mit der gleichnamigen Region ab 439 dem Geschlecht Mamikonjan. Im 7. Jahrhundert wurde es von den Arabern erobert, war aber im 9.–11. Jahrhundert Teil des Königreichs der Bagratiden. Vom 11. Jahrhundert bis zur mongolischen Invasion herrschten die Seldschuken über das Gebiet, das ab dem 15. Jahrhundert zum Osmanischen Reich gehörte. In der Neuzeit wurde Alaschkert/Eleşkirt mehrmals durch das Zarenreich eingenommen (1828, 1877–1878, 1914), aber immer nach kurzer Zeit verloren. Nach dem Ersten Weltkrieg wurde die immer noch mehrheitlich von Armeniern bewohnte Stadt Teil der Demokratischen Republik Armenien, die gesamte Bevölkerung wurde jedoch im Türkisch-Armenischen Krieg vertrieben oder getötet und das Gebiet von der Türkei annektiert.

## Bevölkerung
Die Bevölkerung besteht zu einem großen Teil aus Kurden und einer geringen Anzahl von Türken.

Die Einwohnerzahlen des Kreises bzw. der Stadt Eleşkirt bei vergangenen Volkszählungen:
- 1965: 35.168 / 6.019
- 1970: 37.526 / 6.869
- 1975: 40.141 / 8.202
- 1980: 44.124 / 10.083
- 1985: 47.277 / 11.561
- 1990: 41.748 / 9.871
- 2000: 48.892 / 15.339
- 2011: 38.674 / 11.005

## Persönlichkeiten
- Şakiro (1936–1996), kurdischer Dengbêj
- Burhan Çaçan (1960–2023), Sänger

## Sehenswürdigkeiten
- Wasserfall von Eleşkirt (Esentepe-Wasserfall)